# Huaxiagnathus
Huaxiagnathus is een geslacht van vleesetende theropode dinosauriërs, behorend tot de groep van de Coelurosauria, dat tijdens het vroege Krijt leefde in het gebied van het huidige China.

## Vondst en naamgeving
In 2000 werd door Chinese nieuwsmedia de vondst bekendgemaakt van wat men toen dacht dat een nieuwe fossiele vogel was. Wat later — ondertussen had men begrepen dat het om een andere dinosauriër ging — dook hiervoor in de pers de naam "Huaxiasaurus" op. Dit bleef echter een onbeschreven nomen nudum, hoewel het in 2001 ook in een paleontologisch tijdschrift gemeld werd.

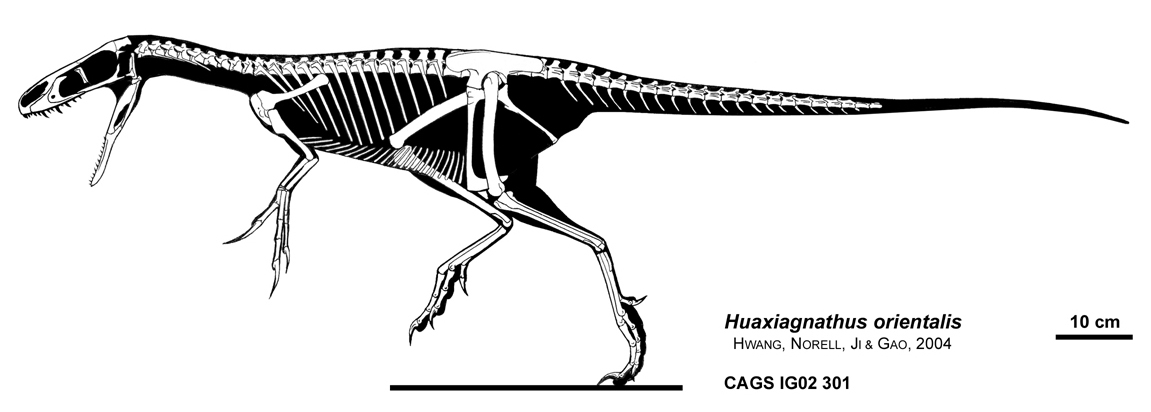
Een diagram van het holotype door Jaime Headden

In 2004 werd in een wetenschappelijk artikel de vondst gerapporteerd van een tweede exemplaar dat door Sunny Hwang, Mark Norrell, Ji Qiang en Gao Keqin benoemd en beschreven werd als de nieuwe typesoort Huaxiagnathus orientalis. De geslachtsnaam is afgeleid van Huaxia, 華夏, een oude naam voor China, en het Klassiek Griekse gnathos, "kaak". De soortaanduiding betekent "oostelijk" in het Latijn, opnieuw een verwijzing naar China.
Dit holotype, CAGS-IG02-301, is bij het dorp Dabangou in de streek Sihetun nabij Beipiao in de provincie Liaoning gevonden in de Jianshangoulagen van de Yixianformatie, Jehol-groep, die dateren uit het late Barremien of het vroege Aptien. Het bestaat uit een vrijwel compleet skelet met schedel en onderkaken dat platgedrukt is op een enkele plaat en tegenplaat die wel in vijf stukken gezaagd zijn. Alleen het puntje van de staart ontbreekt. Resten van een mogelijk verenkleed zijn niet bewaard gebleven maar wel van de laatste maaltijd van het dier in de vorm van enkele halfverteerde botjes.
Het eerst ontdekte exemplaar werd door de beschrijvers ook aan Huaxiagnathus toegewezen als paratype NGMC 98-5-003. Het bestaat uit een meer fragmentarisch skelet. Fouten bij de preparering maakten dat voor het andere specimen als holotype gekozen werd; zo werden verschillende elementen op de verkeerde plaats geplakt. Het kan zijn dat het hier gaat om een meer volgroeid dier, waarop ook het iets grotere formaat wijst.

## Beschrijving

### Algemene bouw, grootte en onderscheidende kenmerken

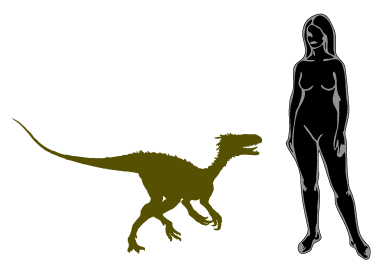
Huaxiagnathus is een klein roofdier maar ook weer niet zó klein voor een compsognathide

Huaxiagnathus is een kleine roofsauriër. Met een lengte van 1,6 meter voor het holotype en 1,8 meter voor het paratype is het echter de grootste nu bekende basale coelurosauriër. Huaxiagnathus toont de algemene kenmerken die oorspronkelijk zijn voor de Coelurosauria: een lange staart, korte voorpoten, vrij korte achterpoten en een tamelijk grote kop.
De beschrijvers wisten ook enkele eigenschappen vast te stellen waarin Huaxiagnathus zich juist onderscheidt: de praemaxilla, het voorste bot van de bovenkaak, heeft een achterste uitsteeksel dat de groeve onder de fenestra antorbitalis, de grote schedelopening vóór de oogkas, overlapt; de hand is even lang als de bovenarm en onderarm samen; de klauwen van de eerste en tweede vinger zijn groot, ongeveer gelijk in lengte en 67% langer dan de klauw van de derde vinger; het eerste middenhandsbeen is bovenaan smaller dan het tweede; de processus olecrani, een uitsteeksel op de ellepijp, is in grootte gereduceerd.

### Skelet
De schedel van het holotype heeft een lengte van 165 millimeter. De vorm ervan is door de sterke compressie van het fossiel lastig vast te stellen. Wellicht was bij het levende dier het bovenprofiel licht hol. De snuit is niet al te spits met vrij grote langwerpige neusgaten. De praemaxilla loopt naar achteren zo ver door dat het de maxilla van het neusgat uitsluit, een kenmerk dat verder alleen bij meer afgeleide coelurosauriërs voorkomt. De onderkaken zijn ondiep. Er staan drie of vier tanden in de praemaxilla, minstens acht in de maxilla en minstens zes in de onderkaak. De voorste tanden zijn tamelijk kegelvormig; naar achter worden ze afgeplat en gekromd met een fijne karteling van zeven per millimeter.

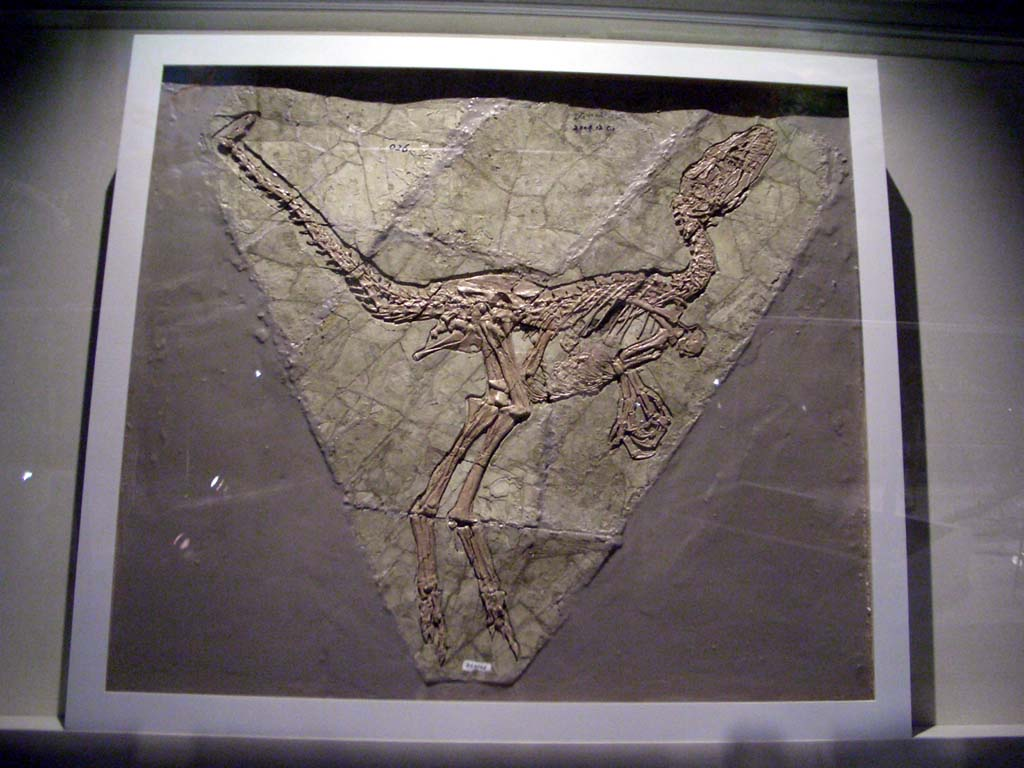
Een afgietsel van het tweede exemplaar, CAGS-IG02-301

De wervelkolom bestaat uit tien halswervels, dertien ruggenwervels, een niet te bepalen aantal sacrale wervels en minstens 25 staartwervels — het werkelijke totaal zal een dertigtal bedragen hebben. De nekribben zijn erg dun. De wervellichamen van de ruggenwervels zijn aan beide zijden afgeplat en tamelijk langwerpig. Tot en met de twaalfde staartwervel zijn er lange zijuitsteeksels; daarna verkorten die om in de achttiende geheel te verdwijnen; die wervel heeft ook geen doornuitsteeksel meer. De eerste twaalf wervels zijn met ongeveer twintig millimeter lengte ook wat korter dan de achterliggende waarvan de laatste die bewaard is gebleven ook de langste is met 23,29 millimeter. Vanaf de derde of vierde staartwervel zijn er staafvormige chevrons.
Het schoudergewricht is naar achteren gericht en niet zijwaarts als in afgeleide Coelurosauria. Er is bij het holotype geen spoor te vinden van verbeende borstbeenderen, wellicht een teken dat het om een onvolwassen dier gaat, hoewel het ook mogelijk is dat het borstbeen tijdens het leven meestal steeds uit kraakbeen bleef bestaan zoals oorspronkelijk lijkt te zijn bij de Tetanurae. Wel is er een klein boomrangvormig vorkbeen aangetroffen, de eerste keer dat bij een basale coelurosauriër dit element gevonden werd. Dit vorkbeen heeft geen zichtbaar hypocleidium, verdikt samengroeiingsvlak tussen de beide helften die een hoek met elkaar maken van 130°.
De voorpoot heeft 48% van de lengte van de achterpoot, wat relatief lang is voor een basale coelurosauriër, voornamelijk het gevolg van de lange hand die 103% van de lengte van de rest van de arm heeft. De onderarm is daarentegen met 5,5 centimeter relatief kort en lichtgebouwd ten opzichte van de robuuste negen cenitmeter lange bovenarm. Er zijn vier polsbeenderen; de grootste, het tegenover het spaakbeen gelegen os lunatum, is halvemaanvormig wat het mogelijk maakt de hand in te klappen, een teken dat die mogelijk slagpennen droeg. Het tweede middenhandsbeen is het met vier centimeter langst een het meest robuust; het derde is veel zwakker gebouwd en licht gebogen. Overeenkomstig is de tweede vinger het langst, de derde het kortst, anders dan bij de verwante Sinosauropteryx waar de eerste vinger het langst is.
Het darmbeen is eenvoudig gebouwd, afgerond en symmetrisch. Het schaambeen is recht en staat vrijwel verticaal. Het is aan het uiteinde verbreed maar heeft daar geen naar voren gericht uitsteeksel zoals bij Compsognathus. Het dijbeen is stevig en vrij recht. Het scheenbeen is kort met 183 millimeter 112% van de lengte van het 183 millimeter lange dijbeen. Het sprongbeen overgroeit vooraan ongeveer 25% van de hoogte en 75% van de breedte van het scheenbeen. Het derde middenvoetsbeen is met 102 millimeter het langst; het tweede en vierde ongeveer even lang. Het vijfde middenvoetsbeen is sterk gereduceerd en kromt versmallend naar het midden toe. De derde teen is het langst. De formule van de teenkootjes is 2–3–4–5–0. De voetklauwen zijn licht gekromd.

## Fylogenie
Huaxiagnathus werd door de beschrijvers in de Compsognathidae geplaatst, nadat een exacte kladistische analyse als uitkomst had dat het de zustersoort was van een tak, klade, die Sinosauropteryx en Compsognathus bevatte, en de meest basale bekende compsognathide was. De plaatsing in de Compsognathidae werd door latere analyses bevestigd. De analyse van de beschrijvers wees ook uit dat de Compsognathidae tot de Maniraptora zouden behoren maar die hypothese is juist door latere studies verworpen.

## Levenswijze
Huaxiagnathus is een van de grotere bekende roofdieren van zijn leefgebied. De compsognathiden werden eerder als gespecialiseerde rovers van kleine dieren gezien dus de omvang van deze vorm kwam nogal als een verrassing. Later zou de nog grotere verwant Sinocalliopteryx uit dezelfde formatie bewijzen dat het bejagen van wat grotere prooidieren in deze groep kennelijk geen uitzondering was.
Wat bij de jacht de precieze functie van de grote hand was, is nog onduidelijk. De zwakke onderarm toont dat de handen niet gebruikt werden om met een grote prooi te worstelen. Misschien dienden ze om door de ondergroei te harken en kleinere dieren op te schrikken.